# Tenis de mesa en los Juegos del Pacífico 2019
El Tenis de mesa en los Juegos del Pacífico 2019 se llevó a cabo del 8 al 13 de julio en el Lotopa Harvest Centre en Apia, Samoa junto a las modalidades paralímpicas.

## Resultados

### Masculino
| Evento     | Oro                                                                      | Plata                                                               | Bronce                                        | Ref   |
| ---------- | ------------------------------------------------------------------------ | ------------------------------------------------------------------- | --------------------------------------------- | ----- |
| Individual | Vanuatu Yoshua Shing                                                     | Polinesia Francesa Kenji Hotan                                      | Polinesia Francesa Ocean Belrose              | [ 3 ] |
| Dobles     | Vanuatu Ham Lulu Yoshua Shing                                            | Papúa Nueva Guinea Geoffrey Loi Gasika Sepa Simoi                   | Polinesia Francesa Ocean Belrose Kenji Hotan  | [ 3 ] |
| Equipos    | Polinesia Francesa Ocean Belrose Kenji Hotan Yvan Perromat Matahi Tarano | Nueva Caledonia Adrien Cerveaux Laurent Sens Ronan Aubry Arthur Mas | Fiyi Vicky Wu Wang Qi Philip Wing Jai Chauhan | [ 3 ] |
|            |                                                                          |                                                                     |                                               |       |
| Ambulante  | Nueva Caledonia Avelino Monteiro                                         | Papúa Nueva Guinea Haoda Agari                                      | Polinesia Francesa Allgower Marua'e           | [ 3 ] |
| Sentado    | Tuvalu Ioane Hawaii                                                      | Polinesia Francesa Vincent Tehei                                    | Fiyi Iakoba Taubakoa                          | [ 3 ] |

### Femenino
| Evento     | Oro                                                           | Plata                                         | Bronce                                                                 | Ref   |
| ---------- | ------------------------------------------------------------- | --------------------------------------------- | ---------------------------------------------------------------------- | ----- |
| Individual | Vanuatu Priscila Tommy                                        | Fiyi Sally Yee                                | Nueva Caledonia Solenn Danger                                          | [ 3 ] |
| Dobles     | Vanuatu Anolyn Lulu Priscila Tommy                            | Fiyi Sally Yee Grace Yee                      | Nueva Caledonia Fleur Dumortier Lorie La                               | [ 3 ] |
| Equipos    | Vanuatu Anolyn Lulu Priscila Tommy Tracey Mawa Stephanie Qwea | Fiyi Xuan Li Sally Yee Loata Duncan Grace Yee | Nueva Caledonia Solenn Danger Fleur Dumortier Fabianna Faehau Lorie La | [ 3 ] |
|            |                                                               |                                               |                                                                        |       |
| Ambulante  | Polinesia Francesa Heiava Lamaud                              | Nueva Caledonia Veronique Lussiez             | Islas Salomón · Noela Olo                                              | [ 3 ] |
| Sentados   | Fiyi Merewalesi Roden                                         | Fiyi Akanisi Latu                             |                                                                        | [ 3 ] |

### Mixto
| Evento | Oro                                  | Plata                            | Bronce                 | Ref   |
| ------ | ------------------------------------ | -------------------------------- | ---------------------- | ----- |
| Dobles | Nueva Caledonia Ronan Aubry Lorie La | Vanuatu Yoshua Shing Anolyn Lulu | Fiyi Wang Qi Sally Yee | [ 3 ] |

## Medallero
| # | País               | Medalla de oro | Medalla de plata | Medalla de bronce | Total |
| - | ------------------ | -------------- | ---------------- | ----------------- | ----- |
| 1 | Vanuatu            | 5              | 1                | 0                 | 6     |
| 2 | Polinesia Francesa | 2              | 2                | 3                 | 8     |
| 2 | Nueva Caledonia    | 2              | 2                | 3                 | 8     |
| 4 | Fiyi               | 1              | 4                | 3                 | 8     |
| 5 | Tuvalu             | 1              | 0                | 0                 | 1     |
| 6 | Papúa Nueva Guinea | 0              | 2                | 0                 | 2     |
| 7 | Islas Salomón      | 0              | 0                | 1                 | 1     |